# PHAX
PHAX‏ (Phosphorylated adaptor for RNA export) هوَ بروتين يُشَفر بواسطة جين PHAX في الإنسان.